# Carabina wz. 1929
Karabinek wz.29 (Kbk wz.29; poloneză: carabină model 29) a fost o pușcă scurtă cu repetiție poloneză bazată pe modelul german Kar98AZ. Atributele de identificare includ un mâner de baionetă în stil 98/05 care se termină direct sub vizorul frontal și urechi de protecție dispuse de o parte și de alta a lamei vizorului frontal. Modelele de cavalerie prezentau un mâner al declanșatorului întors în jos, iar versiunile timpurii aveau un cârlig de stivuire lângă capătul patului de pușcă, pe partea dreaptă.

## Istoria designului
După recâștigarea independenței în 1918, Armata Poloneză a fost înarmată cu arme rămase de la națiunile care au ocupat Polonia în timpul Împărților Poloniei, inclusiv arme rusești M91 Mosin-Nagant, austriece Steyr-Mannlicher, și germane Gewehr 98. De asemenea, Berthier-ul francez și Lebel-ul de la soldații din Armata Albastră au fost disponibile, precum și Arisaka japoneză și arme din Marea Britanie, cum ar fi Lee-Enfield.
Ca urmare, la sfârșitul Războiului polono-sovietic din 1921, armata poloneză era înarmată cu aproximativ 24 de tipuri de arme și 22 de puști care trăgeau cu diferite muniții. Într-un efort de a reduce dificultățile logistice, armata poloneză a încercat să adopte un singur tip de pușcă. În mod convenabil, Tratatul de la Versailles, stabilind Orașul Liber Danzig, a oferit armatei poloneze acces la facilitățile de fabricare a armelor de la Arsenalul Danzig, facilitând alegerea armei Mauser 98 ca bază pentru orice nouă pușcă militară poloneză. De asemenea, Mauser a fost, fără îndoială, una dintre cele mai bune puști cu repetiție de la acea vreme și cea mai bună disponibilă pentru Polonia. Producția de wz.98 a început în iulie 1922, după mutarea utilajelor din Danzig la Varșovia și crearea Fabricii Naționale de Arme din Radom.
Doi ani mai târziu, producția de puști wz.98 a fost oprită. Armata a căutat să adopte o pușcă de lungime intermediară, cum ar fi Lee-Enfield, M1903 Springfield sau Karabiner 98a germană pe baza analizelor experienței de luptă din Primul Război Mondial și Războiul polono-sovietic.
Utilizarea pe teren a puștilor K98a a arătat că designul nu era potrivit pentru utilizarea ca armă de infanterie (inițial, K98a fusese dezvoltată ca armă pentru trupele auxiliare sau speciale). Cel mai mare defect era montura slabă a baionetei, deoarece urechea baionetei se rupea atunci când lovea obiecte dure. K98a folosea, de asemenea, o acțiune Mauser cu inel mic, ceea ce complica procesul de producție. Ca urmare a trecerii postbelice la carabinele cu inele mari, cu țevi de 600 mm și lungimi ale capului de baionetă/lungimi ale țevii în stilul Gewehr 98, cum ar fi vz. 24-ul ceh, s-a luat decizia de a dezvolta un model intermediar de pușcă pentru armata poloneză. Designul a fost finalizat în 1929. Noua pușcă wz.29 se baza pe vechea pușcă wz.98, dar cu un pat de pușcă și o țeavă scurtate, aliaje mai rezistente pentru receptor și țeavă, o cameră întărită și o toleranță dimensională crescută în acțiune, permițând o interschimbabilitate ușoară a pieselor. Au existat două versiuni ale puștii: Modelele pentru infanterie aveau mânere drepte, în timp ce modelele pentru cavalerie aveau mânere curbate. Deoarece ambele variante foloseau același pat de pușcă, modelele de cavalerie aveau o crestătură în patul de pușcă pentru mânerul curbat.
Producția noilor arme a început în 1930 la Fabrica Națională de Arme din Radom. În ciuda faptului că producția de puști lungi wz. 98a a început în 1936, producția de wz.29 a continuat până în septembrie 1939, cu un total de aproximativ 264.000 de puști produse, inclusiv puști produse pentru export în Spania și Afganistan.
În timpul invadării Poloniei, puștile wz.29 au fost folosite de armata poloneză în apărarea Poloniei, împotriva trupelor germane care foloseau arme similare Karabiner 98k. După înfrângerea Poloniei, ele au fost folosite de gherilele din Statul Secret Polonez. Puștile wz.29 capturate au fost folosite și de Wehrmacht ca Gewehr 298 (p).

## Prezentare generală tehnică
Carabina wz.29 era o pușcă cu repetiție, cu încuietoare tipică Mauser, cu două urechi mari principale la capul declanșatorului și o a treia ureche de siguranță în spate. Muniția era alimentată dintr-un încărcător fix cu cutie cu două rânduri, care conținea cinci cartușe. O siguranță cu trei poziții era atașată în partea din spate a declanșatorului, fixând percutorul. Vizorul era format dintr-un vizor frontal de tip post deschis și un vizor posterior de tip tangent cu o crestătură posterioară în formă de V; vizorul posterior era un vizor tangent spate care era gradat de la 100 la 2000 de metri la intervale de 100 de metri. Arma a fost echipată cu o baionetă cuțit wz.29.

## Gewehr 29/40
Acest model a fost o clonă a Karabiner 98k-ului construită la fabrica Radom pentru Germania. Firma austriacă Steyr a primit controlul asupra fabricii și au produs puști pentru Kriegsmarine și Luftwaffe. Numele este un amestec din cuvântul german pentru pușcă gewehr, ultimele două cifre ale numărului modelului polonez 29 și ultimele două cifre ale anului în care a fost pusă în producție pentru germani 40. Aceste puști pot fi identificate prin ștampila G 29/40 de pe carcasa lor. Acest model primește uneori și denumirea de țară Fremdgerät (ö) pentru österreichisch sau Austria. Denumirea rezultată ar fi Gewehr 29/40(ö).

## Utilizatori
- Afghanistan: 100
- Germania Nazistă: Unele capturate în 1939, restul produse sub Ocupația Poloniei
- Palestina: 1,697
- Republica Chineză: 12,450
- Arabia Saudită: 13,000
- A Doua Republică Poloneză: Aproximativ 250.000, armă standard în anii 1930
- Uniunea Sovietică: Unele capturate în 1939
- Republica Spaniolă: 95,894, în timp ce multe aveau marcajele poloneze absente, au existat exemple documentate ale celor care le-au păstrat[3]
- Spania franchistă: Capturat de la republicani

Aproximativ 10.561 au fost exportate către clienți necunoscuți, probabil fie Republica Spaniolă, fie Spania franchistă.